# Chiquián
Chiquián (sprich: „Tschi-kjan“) ist die Hauptstadt der peruanischen Provinz Bolognesi in der Region Ancash, welches Küste, Sierra, Altiplano und Cejas de los Andes von Zentralperu umfasst. Chiquián wurde am 22. Oktober 1903 gegründet.

## Lage

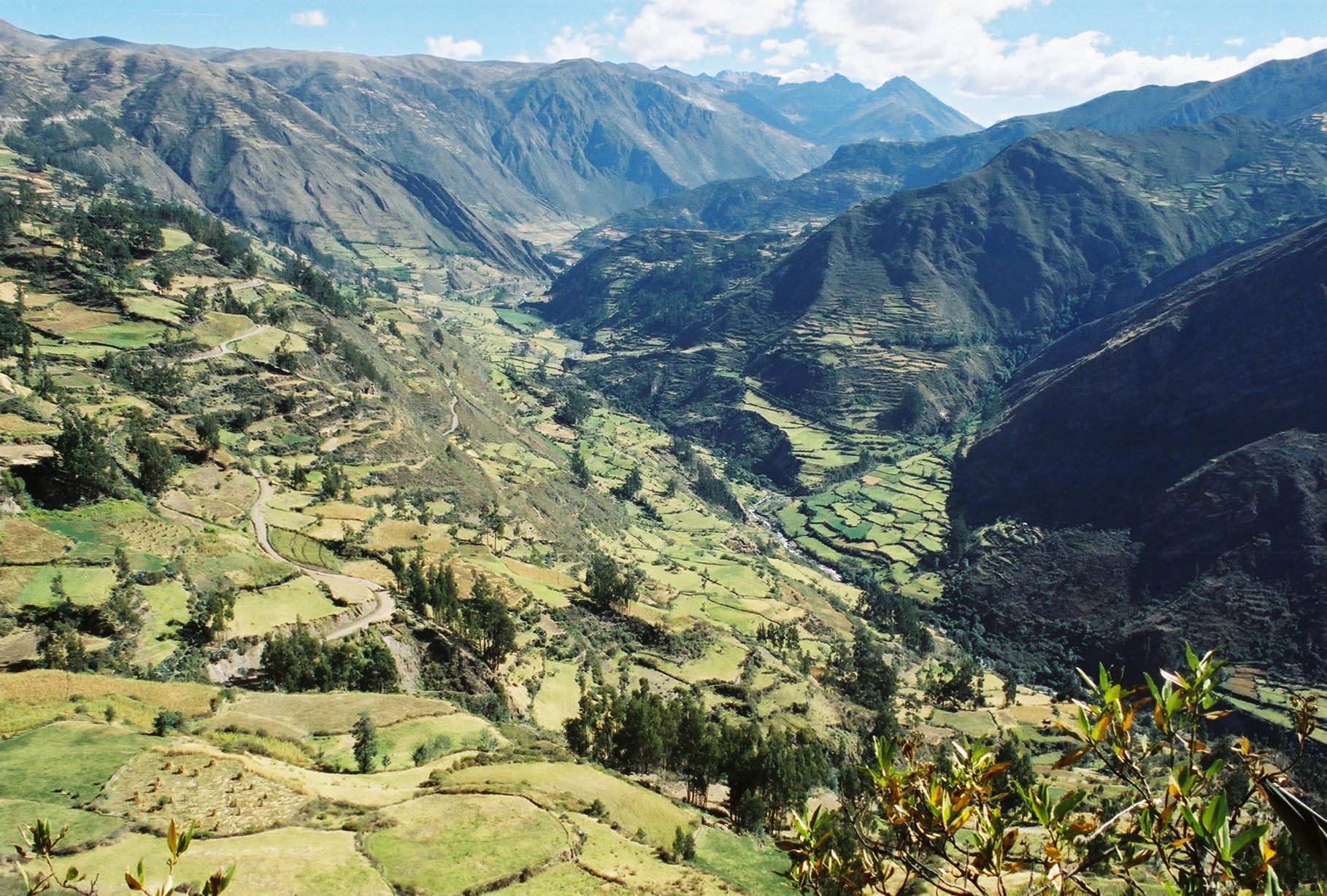
Tal von Chiquián

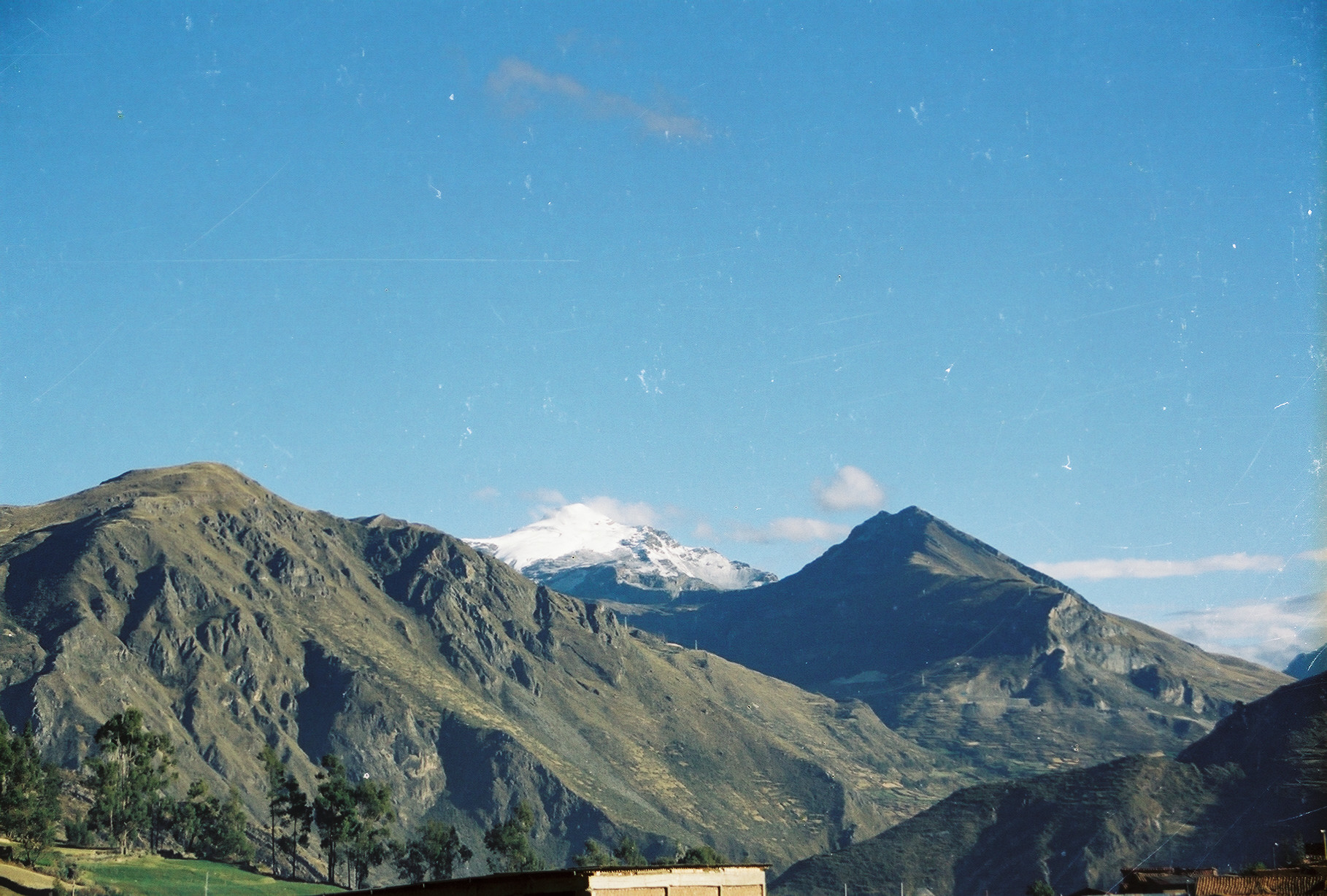
Tucu

Chiquián liegt auf ca. 3350 m Höhe, wobei die offiziellen Angaben zwischen 3300 und 3400 m schwanken. Chiquián liegt im südöstlichen Teil des Departamento Ancash, in der Region Chavín. Damit liegt es etwa 360 Kilometer nordöstlich von Lima, etwa acht Stunden Fahrt über die Panamericana, und 50 Kilometer südlich der Cordillera Blanca.
Man erreicht es über den Conococha-Pass (4080 m Höhe). Der Callejón (das Hochgebirgstal) wird Valle de Pativilca („Tal des Río Pativilca“) genannt, der in nördlicher Richtung von den schneebedeckten Gipfeln Yerupajá, El Toro, Jirishanca und el Rondoy begrenzt wird. In südlicher Richtung sieht man den Tucu, dessen Schneebedeckung stark schwankt.
Nächstgelegene Städte sind in Richtung Norden Huaraz (80 km) und in Richtung Küste Barrancas (ca. 160 km).

## Sprache
Vor zwanzig Jahren war die Hauptsprache noch Quechua, genauer das Chiquián-Quechua, eine stark variierende Form des Ancash-Quechua. Jetzt dominiert Spanisch, und Quechua wird fast nur noch von den Älteren gesprochen, was sich auch durch den Zuzug von weißen Küstenbewohnern erklärt, die nur Spanisch sprechen.

## Bevölkerung
Die Einwohnerzahl lag laut Zensus 2017 bei 3514. Die Angaben schwanken zwischen 5.361 und 6.500 Einwohnern, wobei die eigentlichen Chiquianos oftmals in Lima oder in den USA leben und viele Einwohner zeitweise aus den umliegenden Orten der Provinz Bolognesi zuziehen, um ihre Kinder auf eine fortführende Schule zu schicken. Außerdem kommen Leute aus Huaráz oder Lima, um in den staatlichen Behörden und Ministerien oder in den Schulen zu arbeiten. Dementsprechend weist die Bevölkerungsstruktur einen starken Bruch zwischen indigener Bevölkerung, die aus den umliegenden Orten stammt, und den kreolischen Peruanern, die aus der Küstenregion stammen, auf. Dabei arbeiten die indianischstämmigen Peruaner meist in der Landwirtschaft, teilweise im Handel und Handwerk und eventuell als Touristenführer. Dagegen haben die Weißen die besser bezahlten leichten Bürojobs inne; sie besetzen die höheren Grade bei der Polizei oder arbeiten in den Banken.

## Religion
Hier dominiert noch der Katholizismus, der mit Elementen der alten Inkareligion vermengt ist. Dies drückt sich in der Wahl der Frühlingskönigin aus, die eine Prozession anführt, was den Sonnenjungfrauen entspricht, die zur Tag-und-Nacht-Gleiche im September die Felder segneten. Die Prozession der Santa Rosa durch das Dorf entspricht der alten Prozession, bei der die Mumien der Kaziken das Dorf, die Felder und die Bewohner sehen sollten, um bei den Göttern um die richtigen Dinge zu bitten. Allerdings ist das den Bewohnern nur selten bewusst.

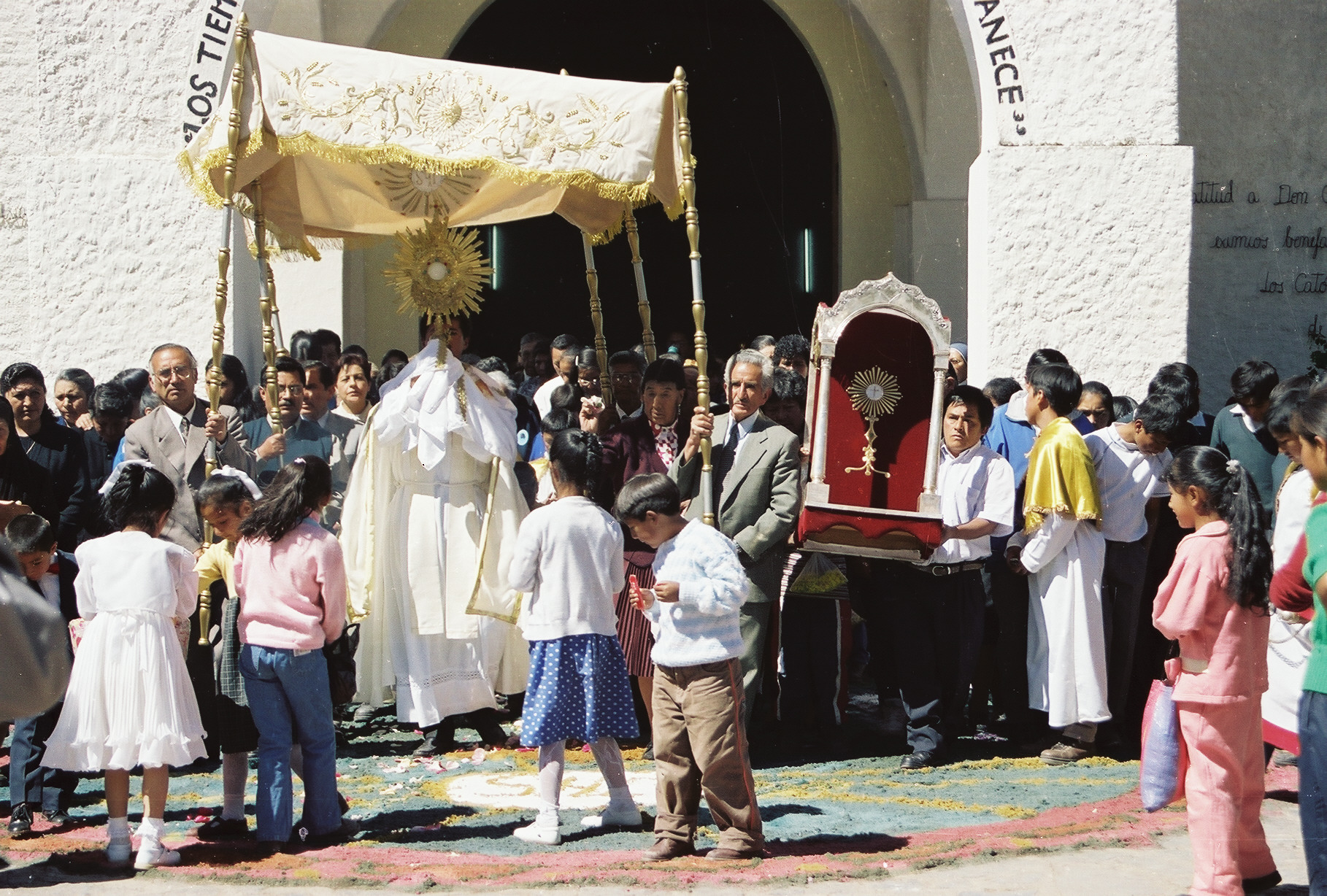
Corpus Christi Juni 2001

Im Ort gibt es einen Schwesternorden. Dieser leitet eine Armenspeisung für Kinder und lässt Pullover aus Alpakawolle stricken.
In den letzten Jahren wachsen kleinere Religionsgemeinschaften, die meist aus den USA kommen, wie die Adventisten, Zeugen Jehovas, Baptisten, Evangelisten, US-amerikanische Lutheraner u. v. a. m.

## Wirtschaft
Hauptpfeiler der regionalen Wirtschaft ist die Landwirtschaft (152.387 ha) mit Milchviehhaltung in extensiver Weidenhaltung (120.558 ha), wobei der weiße Käse aus Chiquián bis nach Lima und Huaráz verkauft wird und das Haupthandelsprodukt – neben Honig und Textilien – in Conococha ist. Rind-, Schaf- und Schweinefleisch sind weitere Produkte der Viehhaltung und werden ebenfalls in Huaráz, Barrancas und Lima gehandelt. Die Wolle der Schafe sowie der ebenfalls auf den Hochweiden gehaltenen Alpakas und Lamas spielt nur eine untergeordnete Rolle; sie dient meist zum Eigenverbrauch oder für die Touristenindustrie der Huarasinos (Huaráz-Bewohner).
Die Hauptprodukte der Ackerwirtschaft sind verschiedene Sorten Mais, Kartoffeln und Weizen. Gerste, Quinoa, Luzerne, Zwiebeln, diverse Bohnensorten und Basilikum werden für den Eigenverbrauch bzw. für die Viehhaltung angebaut. Der Anbau von Amarant, Olluco, Roggen und Ocas ist in den letzten 20 Jahren fast vollständig verloren gegangen.
Die Kartoffeln wurden früher im indianisch typischen Mischanbau verschiedener farbiger Kartoffelsorten, z. B. mit lila, roten oder rosa Kartoffelfleisch, angebaut. Dies verliert sich und gibt es fast nur noch eine große gelbe Hybride aus den USA. Erhalten sind noch die verschiedenfarbigen Maissorten, die verschiedenen Zwecken dienen. Besonders hervorzuheben ist eine weiße, großkörnige Sorte, deren reife Körner mit Pflanzenasche und Wasser gekocht und getrocknet haltbar gelagert werden können und als Mote zu allen Gerichten – wieder aufgekocht – gereicht werden oder als Suppeneinlage dienen. Des Weiteren existiert eine gelbe, kleinkörnige Sorte, wahrscheinlich eine Zuckermaisvariante, die halbreif im Kolben in Salzwasser gegart wird und mit dem typischen Käse genossen wird. Sehr wichtig ist auch eine bräunlich gestreifte Sorte, die geröstet und gesalzen als Brotersatz diente. Diese wird Cancha genannt.
Die Struktur der Landwirtschaft beruht auf Kleinbauern mit teilweise nur wenigen Quadratmetern bis zu einem Hektar großen Feldern. Diese werden immer noch mit der Hand und einfachen Geräten, z. B. der Hacke, bearbeitet, wobei oft die Hilfe von Tagelöhnern für schwere oder aufwändige Arbeiten genutzt wird. Außerdem werden größere Felder und die Hochweiden von den Mitgliedern der „Comunidad“, der Gemeinschaft der ortsansässigen Bauern, bearbeitet. Die Comunidad stellt zunehmend Trecker zur Verfügung, die sich aber nur teilweise einsetzen lassen, da die meisten Acker- und Weidenstücke zu klein sind, eine zu große Neigung am Hang haben oder nicht für so großen Maschinen erreichbar sind.
Alle Felder müssen in der Trockenperiode per Umleitung von Bächen gewässert werden. Die Verteilung des Wassers geschieht durch die Junta de Regantes (Rat der Bewässerer) und ist streng geregelt. Die Bewässerungskanäle sind in der gleichen effektiven Technik erbaut, wie es sie schon zu Zeiten der Inkas gab, also als offene, oft mit flachen Steinen ausgelegte Kanäle, deren Zuflüsse durch Steine und Grassoden geschlossen werden. Die Felder liegen in verschiedenen Höhenlagen und gestatten so den Anbau verschiedener Feldfrüchte, wie Obst unten am Fluss, Weizen auf 3.000 m Höhe oder Weiden und Gerste über 4.200 m Höhe. Die besten Äcker und die großen, zusammenhängenden Flächen gehören Haziendas, die prinzipiell von weißen Familien bewirtschaftet werden. Sie liegen oftmals am Fluss des Talgrundes oder in den sanften Hanglagen. Es sind ca. zehn Familien in der Umgebung von Chiquián, die nur für die Versorgung der Küste und Limas produzieren und große Maschinen einsetzen.
Im Ort sind noch einige Werkstätten wie z. B. Möbeltischler, Schweißer und Bäcker zu nennen. Es gibt örtliches Bauhandwerk, Transportfirmen sowie Hotels, Restaurants und den Handel. Allerdings sind die handwerklichen Berufssparten nur zum Eigenverbrauch der Chiquianos da.

Seit den Zeiten des deutschen (deutschstämmigen?) Pfarrers Fink (von Mitte der 1970er bis Mitte der 1980er Jahre) sind die Frauen Chiquiáns für ihre kunstvollen Musterstrickereien berühmt. Die Nonnen lassen heute noch Pullover in Manufaktur zum Verkauf in Europa herstellen.

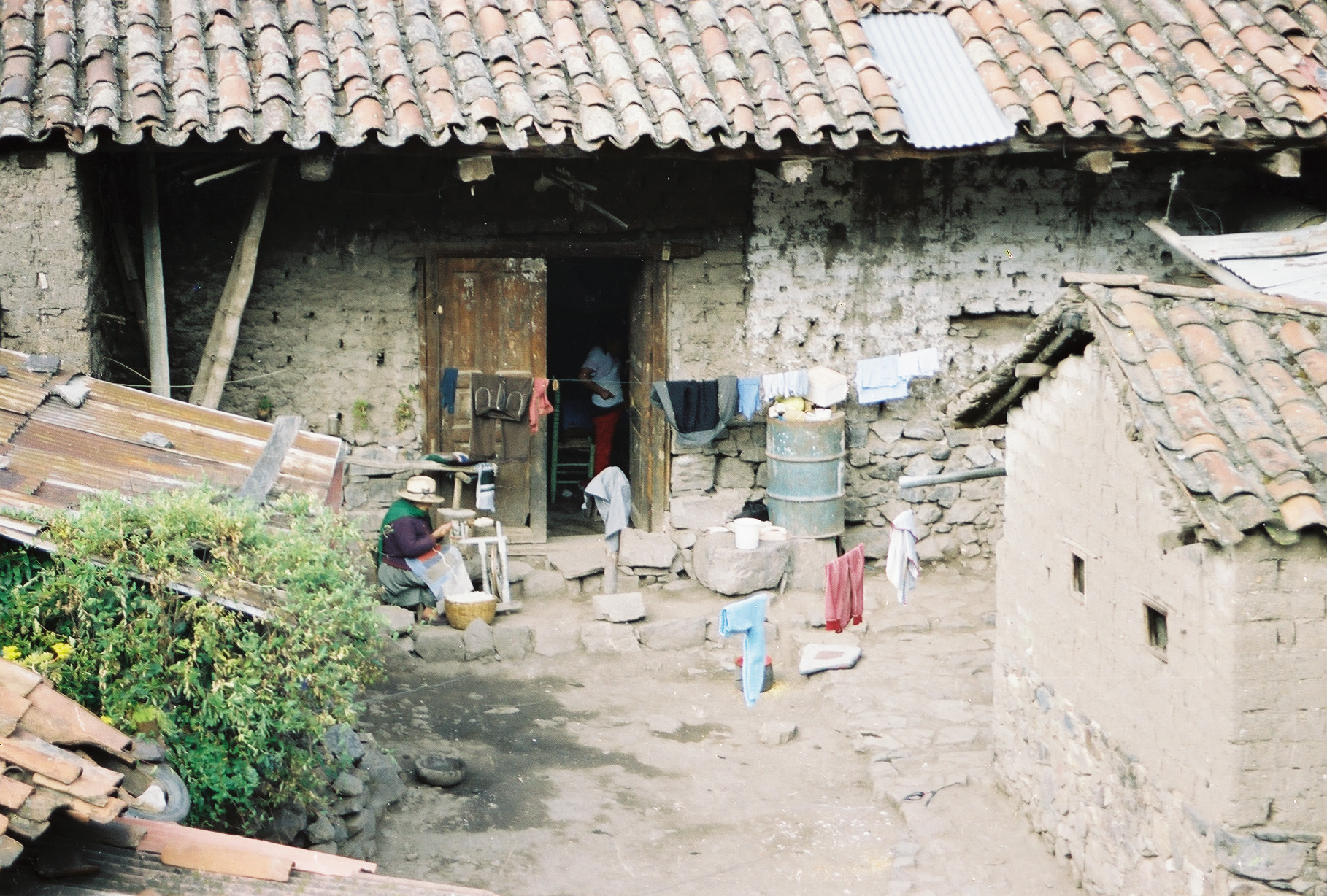
Spinnende Frau im Hof

Die Verarbeitung von Wolle und das Spinnen und Weben sind aussterbende handwerkliche Künste.

## Tourismus
Zu einem neuen Hauptfaktor entwickelt sich der Tourismus, meist in Form des Andentrekkings und der Besteigung von schneebedeckten Gipfeln. Viele Touristen nutzen Chiquián als Durchgangs- bzw. Ausgangsort für Fahrten in den Huayhuash oder die Cordillera Blanca.

In Chiquián selbst gibt es einen Wasserfall, „Usgor“ von ca. 15 m Höhe, eine temporale heiße Quelle und Tagesausflüge zu einer Ruinenstadt direkt über der Stadt, Hochalmen mit Vicuñas und Vizcachas und wilden Meerschweinchen, Klammen mit Tillandsien und Bromelien überwucherten Bäumen. Wildwasserfahrten im Fluss oder Freiklettern z. B. bei Karkas (Talgrund) sind ebenfalls möglich.

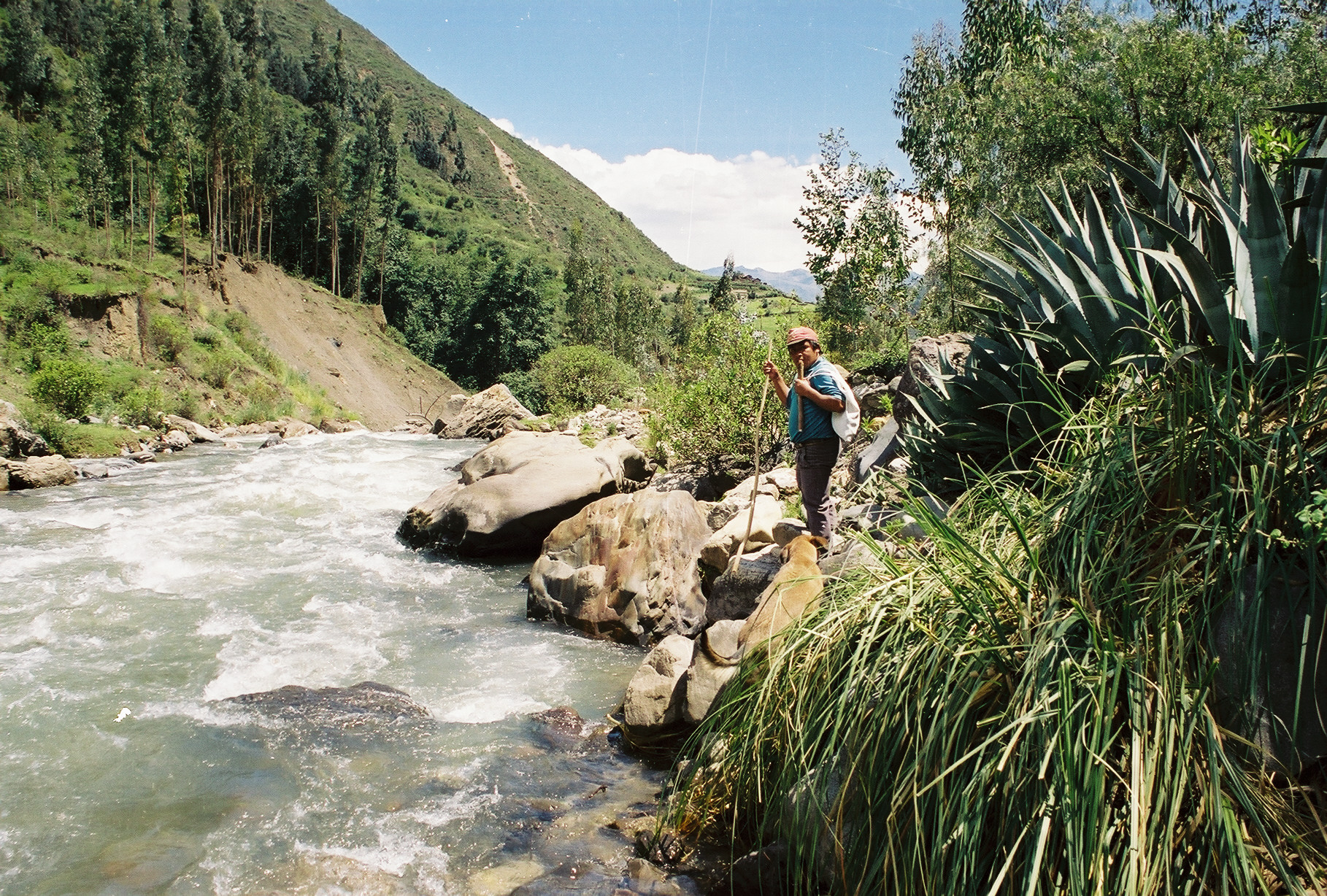
Río Ainín

Dann ist Chiquián ein Ausgangsort, um das Tambo genannt Castillo (Schloss) von Ticllos zu besichtigen, das Hochtal von Chacha Puntas, Huanoco viejo, einer mindestens 1.000 Jahre alten Ruinenstadt im Stile von Machu Picchu und nach Huaráz oder um Kurzausflüge in traditionelle Orte der Umgebung zu machen, wie Llaclla mit heißen Quellen im Fluss, Karkas mit Mumienfeldern, Pachapaqui, wo die Puya raimondii wachsen oder Ocros mit dem besten Käse der Region. Die verzierte Kirche von Aquia ist zerstört. Die von Huasta ist nicht ganz so verschwenderisch ausgestattet, aber im selben Stil gehalten.
Genutzt wird Chiquián aber eigentlich nur als Ausgangsort für Trekkingtouren in und um den Huayhuash. Mit nur etwa 30 Kilometer Ausdehnung ist die Cordillera Huayhuash eine kleine Berggruppe. Höchster Gipfel ist der Yerupaja mit 6.634 m Höhe. Alle Berge sind für ihre schwierigen Eiswände und die zerrissenen Gletscher bekannt; dazu kommen eine große Anzahl sauberer türkisfarbener Seen. Um diese Berggruppe herum führt eine etwa 170 Kilometer lange Trekkingroute mit mehreren Schwierigkeitsgraden.

## Typische Bekleidung
Die typische Bekleidung waren cremeweiße, aus fein geschleißtem Stroh geflochtene, breitkrempige Hüte mit einer dreiblättrigen schwarzen angedeuteten Blüte, die von den Frauen oft mit Naturblüten aufgehübscht wurden. An den Blüten konnte man erkennen, ob die Frau ledig, verheiratet oder Witwe war. Dann trugen die Frauen Zöpfe, bunte Röcke mit Stickereien im Saum und vielen handgestrickten Unterröcken.

Die Männer benutzen dieselbe Hutform, aber höchstens mit der roten Cantuta geschmückt, und ¾-lange Wollhosen. Beide Geschlechter trugen erdbraune Ponchos aus Schafswolle mit Längsstreifen in verschiedenen hellen Brauntönen und Sandalen aus Leder, später aus Autoreifen. Heute sieht man die Hüte nur noch bei den Älteren, Blüten nur bei aus kleinen Dörfern Zugezogenen, die auch an der anderen Form der Kopfbedeckung zu erkennen sind. Die traditionellen bunten Röcke werden, wie auch die Zöpfe von den Frauen, kaum noch getragen.

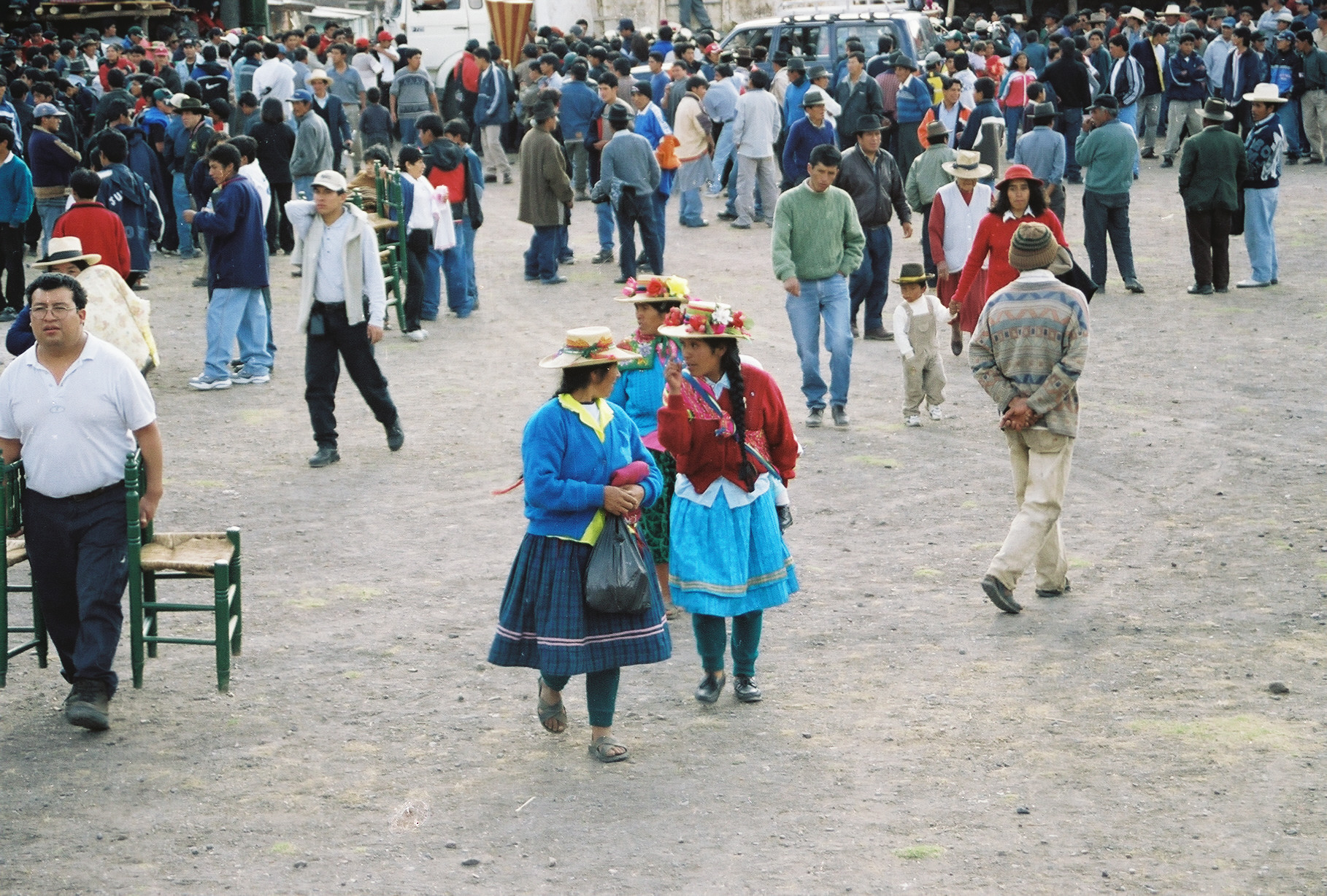
Frauen beim Patronatsfest

Die Wollhosen und die Ledersandalen sind aus dem Straßenbild verschwunden, wie auch die kleinen Flaschenkürbisse am Gürtel, die mit Kalk gefüllt waren, um die berauschende Droge aus den Cocablättern beim Kauen freizusetzen.
Der Poncho hat sich erhalten, die Hüte sind meist von industriell hergestellten braunen oder schwarzen Filzhüten verdrängt worden.

## Architektur
Typisch aber immer mehr verdrängt sind ein bis zweistöckige Lehmhäuser mit weit vorgezogenen Dächern und teilweise hauswandlangen Galerien oder tief gezogenen Fenstern mit angedeuteten Balkonen, wobei die Balkone aus schön geschnitzten Holz bestanden. Wenige kleine Fenster durchbrachen die fast meterdicken Wände. Lange Zeit waren die Häuser weiß gekalkt und bis in Brusthöhe aus Feldsteinen gebaut oder schwarz bemalt. Die Straßen waren eng und mit Feldsteinen gepflastert, in den Randlagen nur aus gestampfter Erde.
Heute sind die Straßen asphaltiert, die Häuser häufig in Pastelltönen gestrichen und die Bauweise mit Ziegelsteinen setzt sich durch. Das Rathaus ist im kolonialen Küstenstil aus Beton gebaut.
Die Kirche ist nach dem großen Erdbeben von 1972 vom Pfarrer Fink neu erbaut worden und ersetzte die alte, traditionelle Lehmkirche mit dem bunten figurengeschmücken Portal, wie es noch in Huasta zu sehen ist.

## Klima
Die Regenzeit liegt in der Zeit von Oktober bis März und ist von heftigen Regenschauern geprägt, sowie Nebel, der den ganzen Tag über im Tal verbleiben kann.
Der Rest des Jahres ist trocken mit überwiegenden Sonnentagen. Allerdings gibt es im Juli/August eine kurze Zeit der Bewölkung und kurzen Regenschauern.
Die Regenzeit kann durch den El-Niño-Effekt ausfallen.
Bei Regen liegen die Temperaturen tagsüber bei 12 bis 18 °C und nachts unter 10 °C bis nahe dem Gefrierpunkt. In der Trockenzeit steigt die Tagestemperatur bis 25 °C und nachts bleibt sie meist über 10 °C. Allerdings sind morgendliche Bodenfröste bei entsprechenden Windrichtungen immer möglich.
Der Temperaturkontrast zwischen Sonne und Schatten ist gerade in der Trockenzeit extrem groß und kann durchaus 20 °C betragen.

## Fauna und Flora
Typisch ist heute der Eukalyptus und an Wasserläufen Erlen und Sträucher, sowie Farne. Alle Bäume stehen, außer in Klammen, locker oder als Solitäre. Ursprünglich gab es den Molle-Baum, einen knorrigen, ca. 5 m hohen Baum mit schmalen Blättern, die es immer mehr nur alte Solitäre gibt und vom schnell wachsenden Eukalyptus verdrängt werden.

Ansonsten sind viele Sträucher, vor allem der Retama mit gelben Blüten, prägend und Lupinen in der Abteilung der Kräuter. Und die Lieblingsblume der Inkas, die Cantuta.

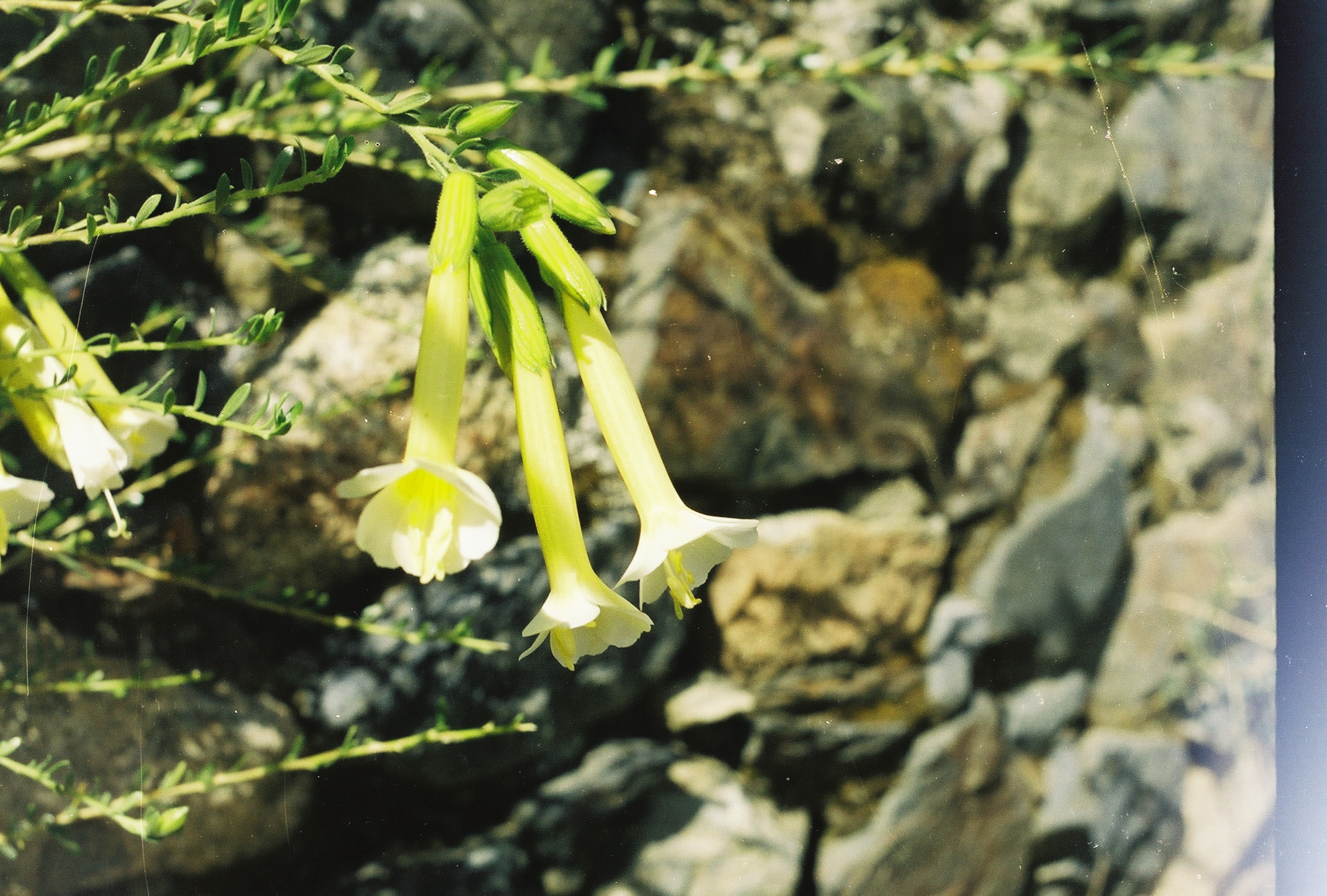
Weiße Cantuta

Geprägt wird die Gegend durch verschiedene Agavenarten, die auch wirtschaftlich (Fasern, Holz, Heizmaterial) genutzt werden und eine große Anzahl von Kakteen. Dazu Bromelien in den tieferen Lagen sowie Tillandsien an Bäumen und Stromleitungen.
Verschiedene krautige Pflanzen erscheinen jahreszeitlich angepasst, meist im Zusammenhang mit dem Regen.
Ursprünglich gab es Ichú-Pflanzen, eine Grasart, die in harten gelbgrünen Büscheln, die jetzt nur ab 4000 m vorkommt.

Die einmalige endemische Riesenbromelie Puya raimondii ist in unmittelbarer Nähe, in Pachapaqui, anzutreffen.

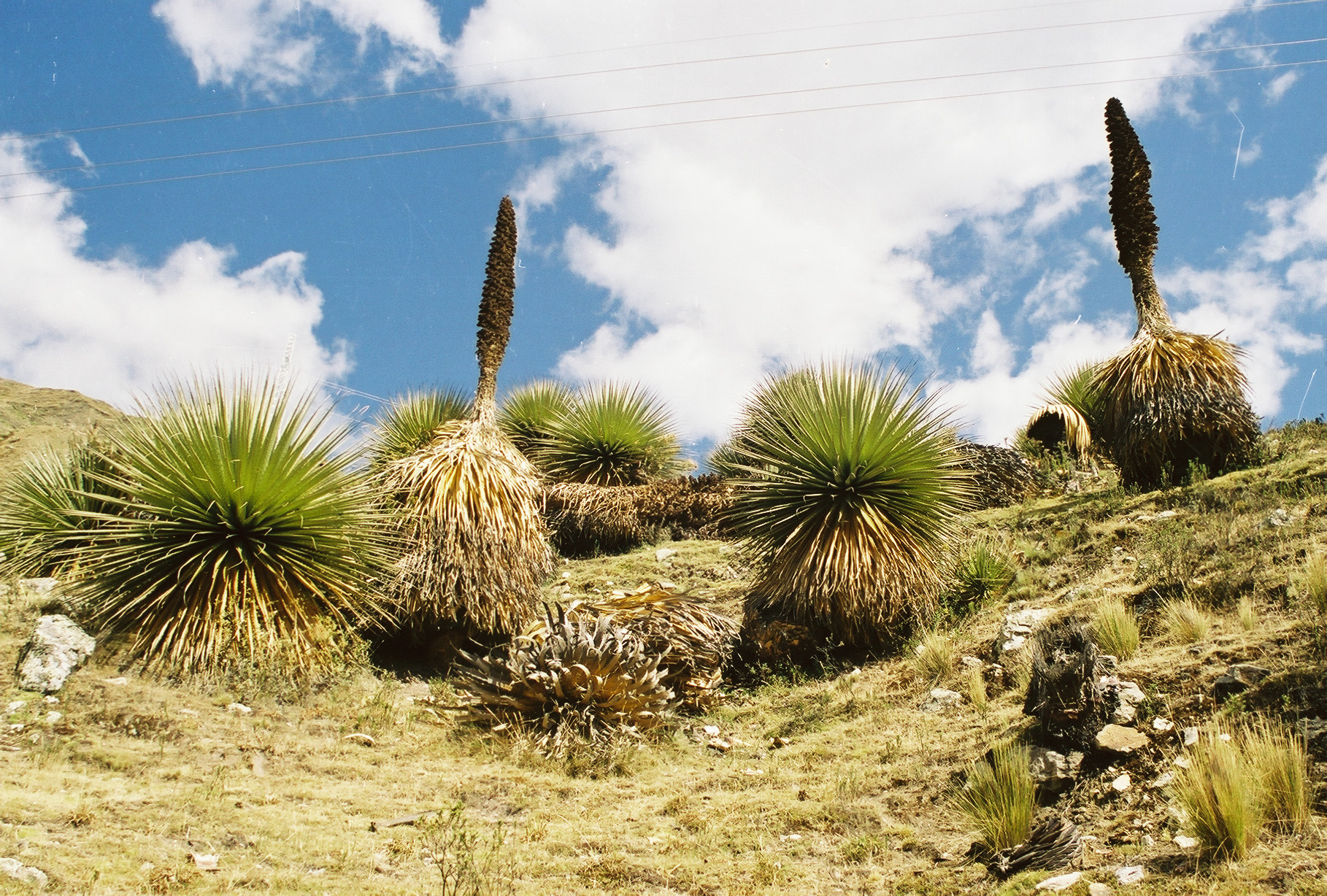
Puya raimondii, verblüht

Das Vizcacha und das Vicuña sind durch illegale Bejagung fast ausgestorben, ebenso das Anden-Reh, aber noch in der Umgebung, wie in der Höhe von Chonta, beobachtbar. Der Kondor ist seit 10 Jahren nicht mehr beobachtet worden. Der Puma ist vor ca. 40 Jahren das letzte Mal in der Region gesehen worden.

## Archäologie
In der gesamten Region gibt es verschiedene archäologische Fundstätten, die aber größtenteils nicht erforscht und oftmals erfasst sind. Direkt über der Stadt gibt es das von der Bevölkerung sogenannte „Alte Chiquián“ oder „Wancar“, eine Ansammlung von recht gut erhaltenen Hausruinen, die allerdings ausgeraubt sind. Weitere sehenswerte, aber unerschlossene Stätten, wie ein Mumienfeld‚ Mina Pata in Karkas, die Ruinenstätte von Matara oder das Tambo in Ticllos, sind der Bevölkerung bekannt.
Erschlossen sind Pucamachay in der Nähe von Aquia. Pueblo Viejo, welches wie Machu Picchu aussieht, in Llamac, Rara Punta in Pacllón und Marcará in der unmittelbaren Nähe von Chiquián.
Weitere interessante Stätten in unmittelbarer Nähe sind: Macpon, Puzcanhuaro, Ventana Ruera, Muchqui Rumi, Cochapata, Huamash, Tullpa Japana, Cochapata, Tullpa Japana, San Juan Cruz und Huamash.

## Geschichte
Historische Funde zeigen eine Besiedlung der Region seit mindestens 10.000 Jahren.
Bevor Chiquián gegründet wurde, gab es eine lockere Ortschaft mit gleichem Namen. Der südamerikanische Befreiungsheld Simón Bolívar kam in Vorbereitung der Schlacht von Junín, 1824, durch den Ort, wo ihm Hilfe angeboten wurden.
Auch der Gelehrte Antonio Raimondi (1826–1890) lebte in Chiquián in der Mitte des 19. Jahrhunderts, während er die Gegend erforschte und neue Pflanzenarten beschrieb.
Ein Nationalheld Perus, Luis Pardo, stammt aus Chiquián. Er war eine Art peruanischer Robin Hood. Verwandte, die sich an ihn noch erinnern können, leben noch im Ort.
Chiquián erhielt am 4. November 1908 das Stadtrecht.
Durch die politische Situation emigrierten Ende der 1980er Jahre viele Familien in die Landes- oder Regionalhauptstadt oder nach Barranca.
Seit den 1990er Jahren gibt es Strom, Radio, Fernsehen und Telefon. Seit dem Ende der 1990er wird die Region immer mehr durch ausländische Minengesellschaften zerstört. Im neuen Jahrtausend kam das Internet in den Ort.

## Persönlichkeiten
- Nelly Carrillo Tarazona de Espinoza (1927–2017), Herpetologin

## Feiertage

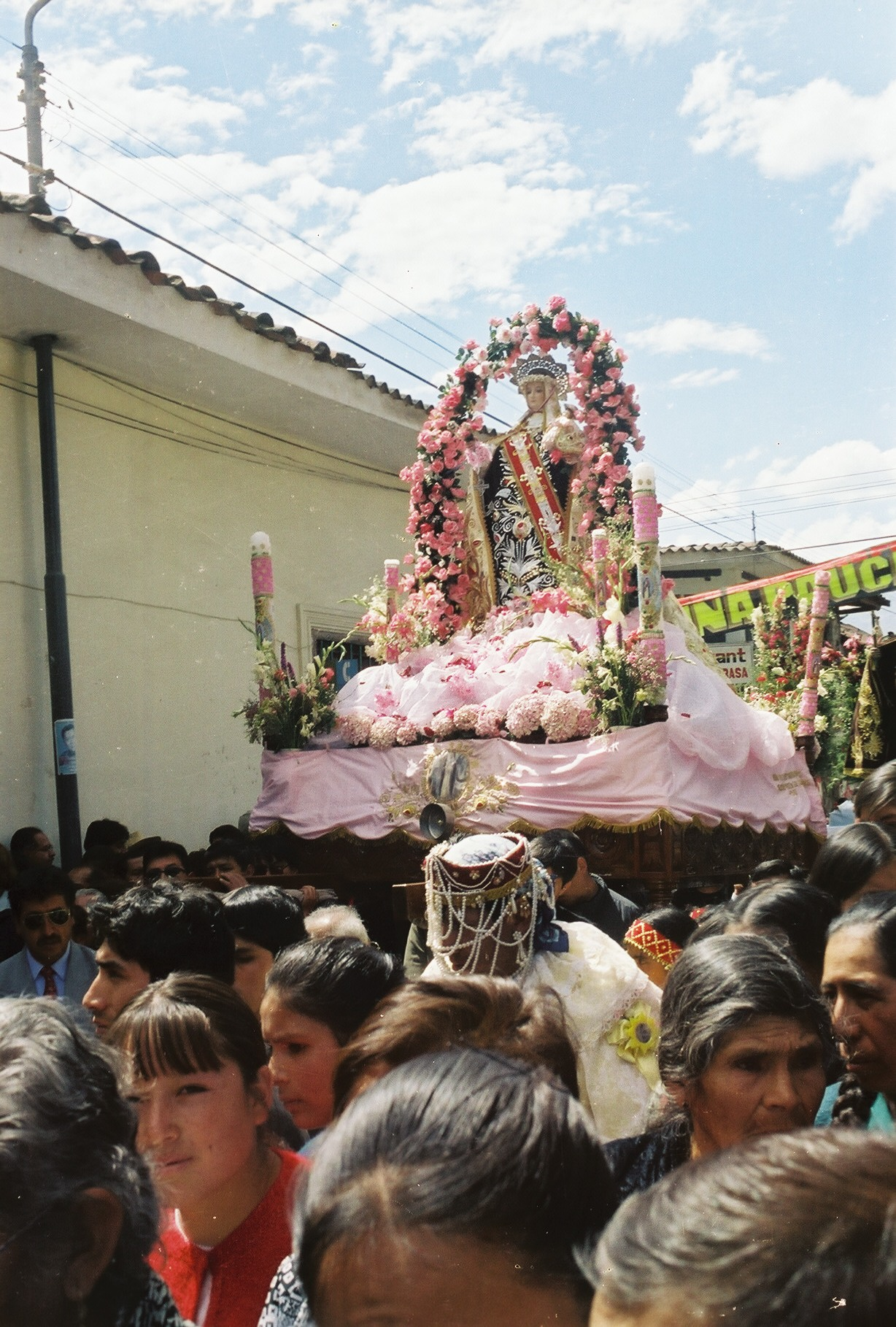
Prozession der Santa Rosa

Die wichtigste Feier Chiquiáns ist das Patronatsfest der Santa Rosa, welches jährlich am 28. August beginnt und acht Tage andauert. Das Fest wird mit einer „Ergreifung des Inka“ und seines Generals des „Rumiñawi“ (Auge aus Stein), welches ein Nachspiel der Ergreifung des Inca Atahualpa durch die Konquistadoren nachspielen soll, eröffnet. Der Ausgang ist offen, die Parteien werden immer noch nach der rassischen Zugehörigkeit besetzt und der Kampf führt durch die Straßen des Ortes bis zum alten Stadion, wo die Ergreifung des Inkas stattfinden soll. Der Tag kulminiert in einem Stierkampf.

Weiterhin gibt es traditionelle Tänze, z. B. den der Sonnenjungfrauen, den Pallas, die den Inka und seinen General, Rumiñawi, begleiten, Feuerwerk und die Parade der Spanier.

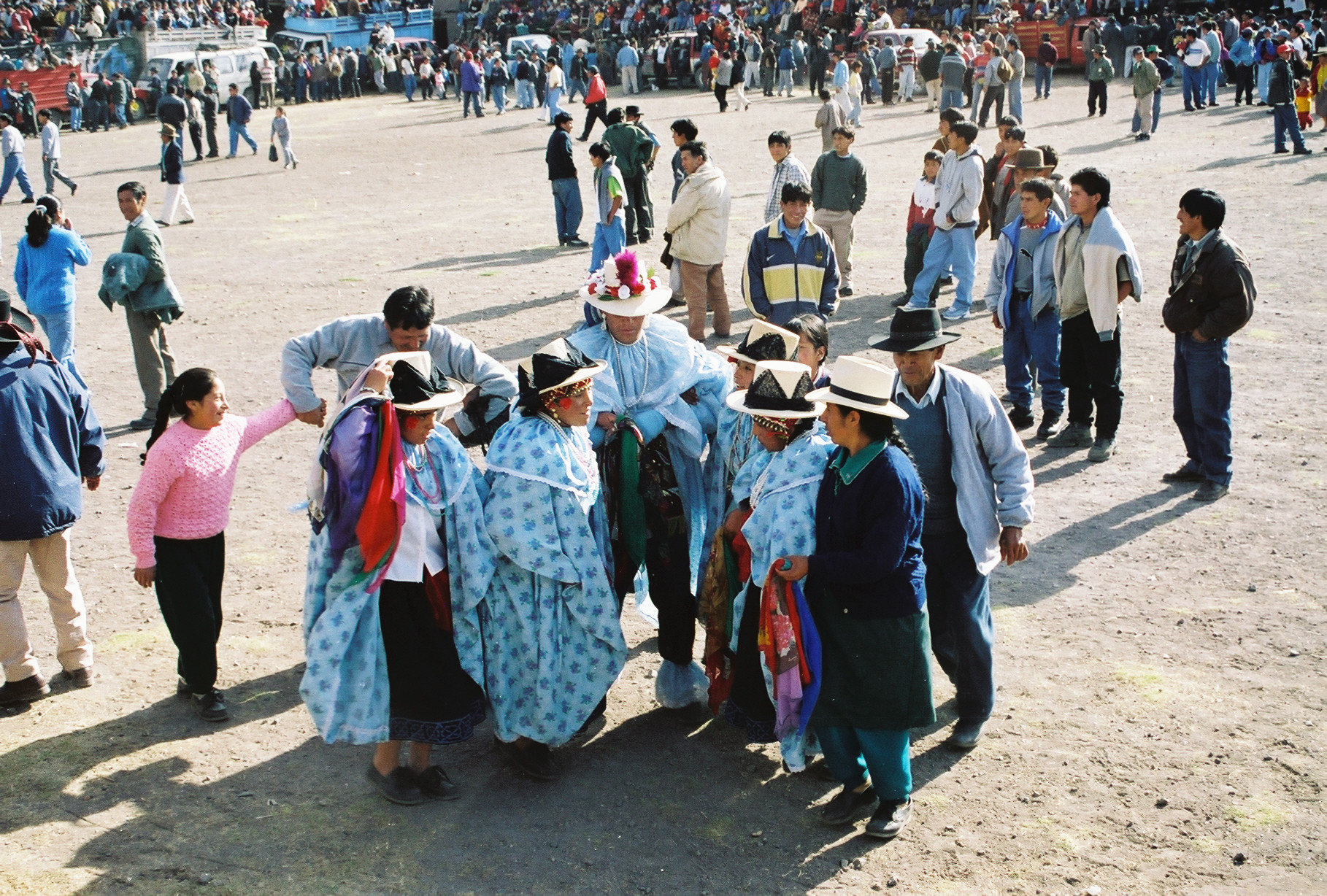
General des Inkas mit Sonnenjungfrauen

Im September zum Frühlingsanfang gibt es die Prozession der Frühlingskönigin mit zwei Hofdamen und einem Pagen, bei der Kinder und Jugendliche die Akteure stellen.
Im Oktober gibt es das Fest zu Ehren des Franz von Assisi, dem Schutzheiligen der dortigen Kirche, mit Umzügen und Tänzen des Inka und seinem Gefolge. Dieses Fest dauert etwa drei Tage.

Das Fronleichnamsfest (im Spanischen nach (der lat. Bezeichnung für „Leib des Herren“) Corpus Christi genannt, span. „Cuerpo de Cristo“) im Juni ist durch die „Teppiche“, Kunstwerke aus gefärbten Sägespänen, die von verschiedenen Gruppen auf dem Hauptplatz angefertigt werden, sehenswert und durch die Prozession der Santa Rosa Figur. Die Teppiche werden erst seit dem Jahr 2001 gefertigt.

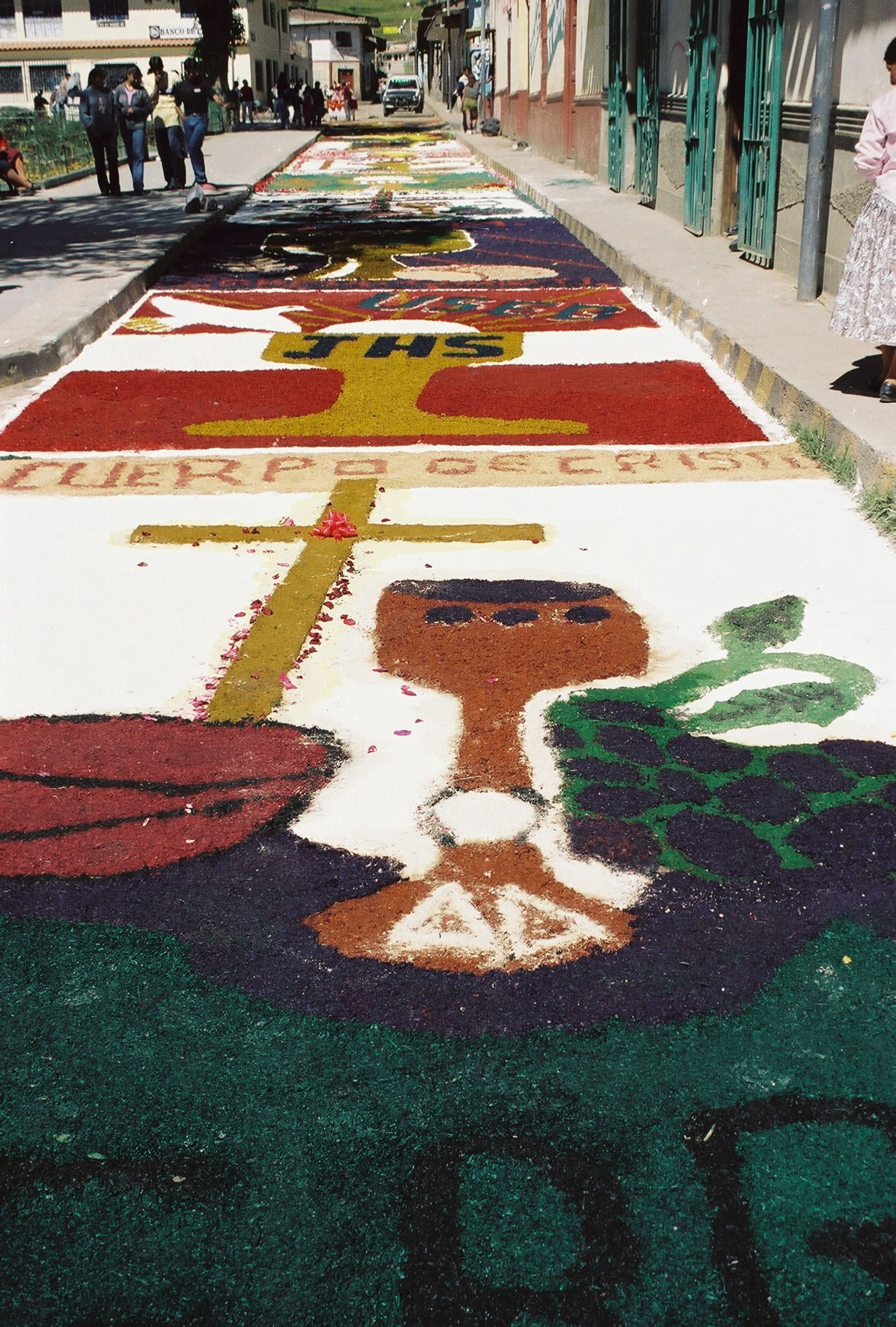
Teppiche zu Corpus Christi 2001

Eine weitere Feier ist die Osterprozession.

## Essen und Trinken
- Pachamanca: Zuerst werden in einem Feuer Steine erhitzt, indem eine Art Iglu aus den Steinen gebaut wird und im Innenraum ein Holzfeuer entzündet wird. heiß sind, wird das Iglu zerstört und auf die Lage heiße Steine werden mit den einheimischen Kräutern Chinchú und Ruda gewürztes Fleisch und die Kartoffeln, eventuell auch Oca und Olluco verteilt. Das Ganze wird mit einer Plane abgedeckt, mit Erde zugedeckt und in der Hitze der Steine geschmort. Schließlich wird das Essen ausgegraben und serviert.

- Weitere typische Gerichte sind: Locro de Cuy, Masamorra, Jacralocro, el Caldo de fiesta, chicharrones.

- Chicha: Aus gemahlenen gelben Mais, Wasser und Gewürzen hergestelltes Getränk von je nach Fermentierungszeit 2 bis 6 % Alkoholgehalt.

- Chicha morada: Limonade aus aufgekochten ganzen dunkelvioletten Maiskörnern, Zimtrinde und Stücken von Apfelsinenschalen.